# Ordina Open 2006
Die Ordina Open 2006 waren ein Tennisturnier der WTA Tour 2006 für Damen und ein Tennisturnier der ATP Tour 2006 für Herren in Rosmalen in der Gemeinde ’s-Hertogenbosch und fanden zeitgleich vom 18. bis 24. Juni 2006 statt.

## Herrenturnier
→ Qualifikation: Ordina Open 2006/Herren/Qualifikation

## Damenturnier
→ Qualifikation: Ordina Open 2006/Damen/Qualifikation